# 八尾駅
八尾駅（やおえき）は、大阪府八尾市安中町三丁目にある、西日本旅客鉄道（JR西日本）関西本線の駅である。駅番号はJR-Q25。「大和路線」の愛称区間に含まれている。

## 歴史

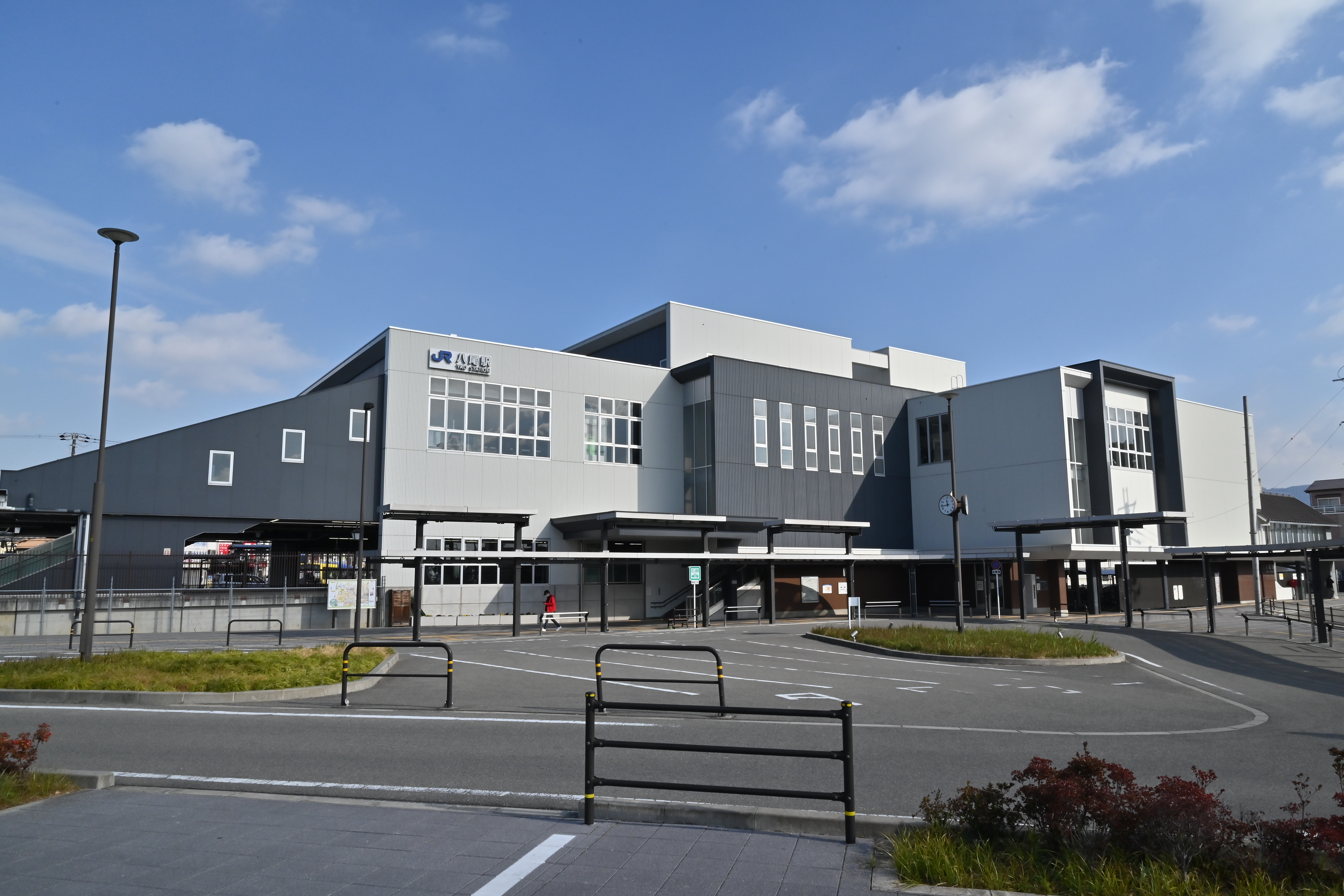
南口（2022年12月）

- 1889年（明治22年）5月14日：大阪鉄道の湊町駅（現・JR難波駅） - 柏原駅間の開通時に、同線の駅（一般駅）として開業[2]。
- 1900年（明治33年）6月6日：関西鉄道が大阪鉄道の路線を承継。関西鉄道の駅となる。
- 1907年（明治40年）10月1日：関西鉄道が国有化[2]。国有鉄道の駅となる。
- 1909年（明治42年）10月12日：線路名称制定により、関西本線の所属となる[3]。
- 1980年（昭和55年）10月1日：貨物の営業が廃止され、旅客駅となる[2]。
- 1985年（昭和60年）3月14日：荷物扱い廃止[2]。
- 1987年（昭和62年）
  - 4月1日：国鉄分割民営化により、西日本旅客鉄道（JR西日本）の駅となる[2]。
  - 9月5日：京都駅 - 白浜駅間を阪和貨物線経由で運転された臨時特急列車「ふれ愛紀州路」の停車駅となる（土曜日が白浜行き、日曜日が京都行き）。翌年も同じ運行形態で運転された「しらはま」（1989年春廃止）が停車した。これに伴い、当駅 - 奈良駅間にB特急料金が設定された。
- 1988年（昭和63年）3月13日：路線愛称の制定により、「大和路線」の愛称を使用開始。
- 1998年（平成10年）7月14日：自動改札機を設置し、供用開始[4]。
- 2000年（平成12年）10月1日：近鉄バスとの連絡定期券が利用可能になる。
- 2003年（平成15年）
  - 2月24日：レンタサイクル駅リンくんが北口から東へ約30mの遊休地（旧貨物ホーム跡地）で営業を開始（橋上駅舎工事のため2012年春にさらに東側へ移転）。
  - 11月1日：ICカード「ICOCA」の利用が可能となる[5]。
- 2008年（平成20年）3月15日：おおさか東線開業に伴い、片町線貨物支線（放出駅 - 八尾駅間）廃止。
- 2009年（平成21年）
  - 3月31日：関西本線貨物支線（八尾駅 - 杉本町駅間）廃止[6]。
  - 10月4日：大阪環状・大和路線運行管理システム導入。
- 2011年（平成23年）
  - 6月20日：11:00の営業をもって北口改札横にあったキヨスクが閉店。
  - 6月22日：当日の営業をもって北口改札横にあったハート・イン八尾店が閉店。
  - 12月17日：駅舎橋上化工事に伴い、北駅舎が仮駅舎（旧ハート・インの建物）に移転[7]。
  - 12月23日：南駅舎が仮駅舎に移転、仮設の跨線橋が使用開始[8]。
- 2013年（平成25年）
  - 6月29日：橋上駅舎完成記念見学会が開催される[9][10][11]。
  - 7月6日：橋上駅舎および自由通路の使用が開始される[9][10]。改札前にハート・イン八尾店がオープン[12]。
- 2015年（平成27年）
  - 3月31日：10:00に南側の駅前広場が使用を開始[13]。
  - 7月2日：ハート・イン八尾店がリニューアル工事のためこの日の営業をもって一時閉店。
  - 9月2日：セブン-イレブン ハートインJR八尾駅改札口店がオープン[14]。
- 2018年（平成30年）3月17日：駅ナンバリングが導入され、使用を開始。
- 2023年（令和5年）11月30日：レンタサイクル駅リンくんが閉店[15]。
- 2025年（令和7年）3月15日：ダイヤ改正により、通勤特急「らくラクやまと」の停車駅となる（実際の停車開始は3月17日より）[16]。
- 2025年（令和7年）6月1日: 王寺管理駅と管区統合、王寺統括駅となる。

## 駅構造
相対式ホーム2面2線を有する地上駅で、橋上駅舎を有する。分岐器や絶対信号機がない、停留所に分類される。後述するように、かつては竜華操車場（現在の久宝寺駅付近にあった）からの貨物線がこの駅まで延びており、上り線と下り線の間にその線路が敷かれていた。この名残で互いの線路は一線分離れている。
駅長が配置された直営駅であり、管理駅として関西本線の河内堅上駅 - 加美駅間各駅とおおさか東線の新加美駅を管理しているが、柏原駅には地区駅長を配置し、河内堅上駅・高井田駅・志紀駅を管轄しているため、当駅が全面的に管理下においているのは久宝寺駅・加美駅・新加美駅のみである。橋上駅舎は3階建てであり、2階は改札階、3階はJRの駅設備となっている。
ICカード乗車券「ICOCA」が利用することができる（相互利用可能ICカードはICOCAの項を参照）。2012年（平成24年）2月25日に、それまで設置されていた継続定期券自動発行機を置き換える形で、北口にみどりの券売機が設置された。現在は橋上駅舎の自動きっぷうりばに移設されている。

### のりば
| のりば | 路線     | 方向 | 行先                      |
| ------ | -------- | ---- | ------------------------- |
| 1      | 大和路線 | 上り | 王寺・奈良方面 / 高田方面 |
| 2      | 大和路線 | 下り | 天王寺・JR難波・大阪方面  |

- 上表の路線名は旅客案内上の名称（愛称）で表記している。

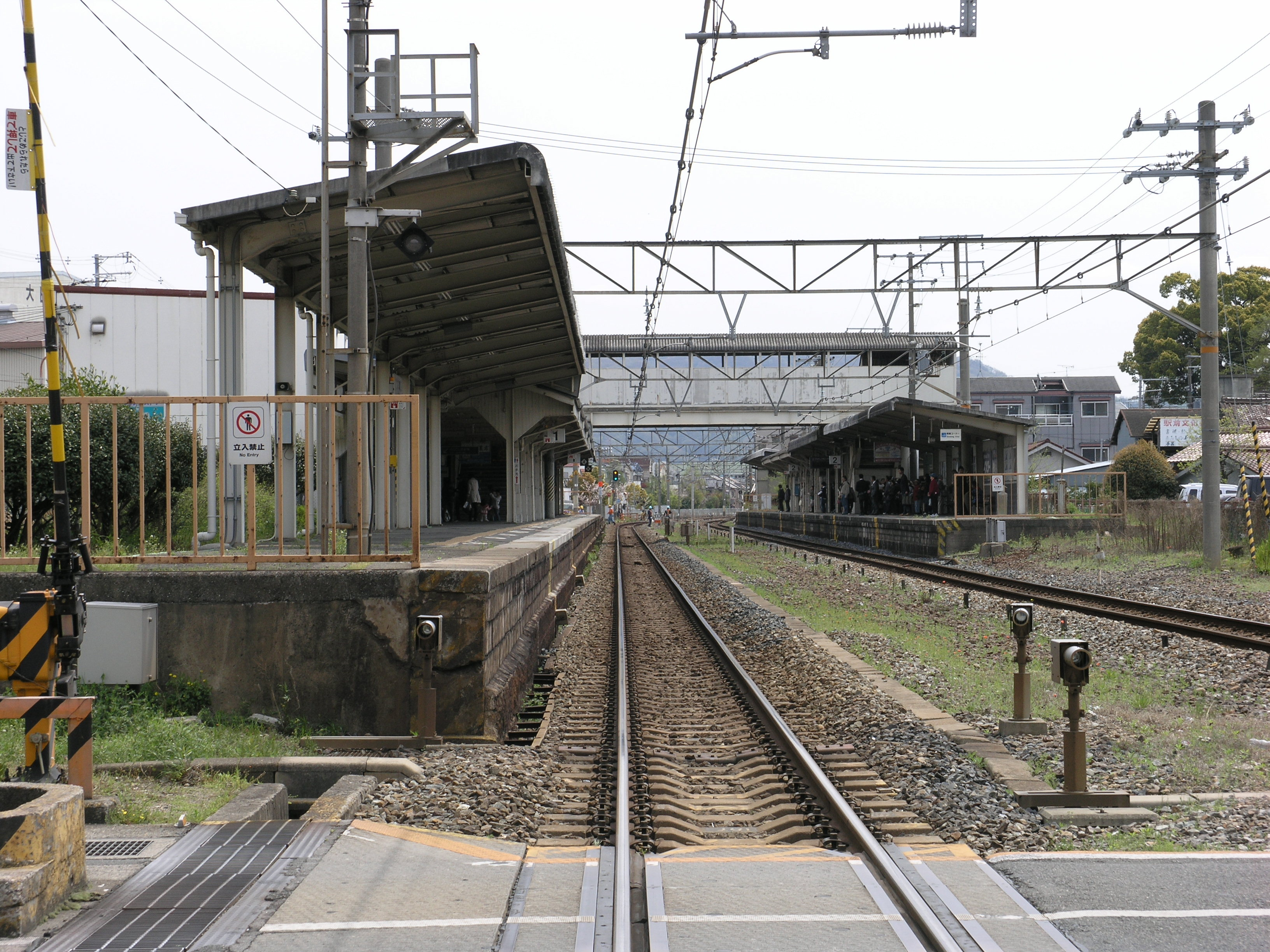
ホーム（2008年4月）

### 駅舎橋上化工事
2011年（平成23年）5月よりJR八尾駅周辺整備事業により、構内の渋川踏切の改良と橋上駅舎の工事が行われ、橋上駅舎は2013年（平成25年）7月6日の始発電車より使用開始された。橋上駅舎には、エレベーター2基（上り下り両ホームに各1基ずつ）、エスカレーター4基（上り用・下り用を上り下り両ホームに各1基ずつ）、多機能トイレ（2箇所）が設置され、バリアフリー化が図られた。また、自由通路にも、エレベーター2基（南北に各1基）、エスカレーター4基（上り用・下り用を南北に各1基ずつ）が設置された。普通電車のみが停車するが、橋上駅舎の使用開始と同時に、ホーム上の発車標が小型タイプから幅広タイプに置き換えられた。
工事の進捗に伴い、2011年12月17日始発列車より北駅舎が西側の旧ハート・イン八尾店の建物を利用した仮駅舎に移転した。
さらに、2011年12月23日始発列車より南駅舎が西側に建設されたプレハブの仮駅舎に移転し、併せてホーム西側に設けられた仮設の跨線橋が使用開始された。下りホームは仮設の跨線橋と南駅舎の移転に合わせて延伸され停車位置も移動したため、王寺寄り2両分は使用されていない。橋上駅舎の使用開始後も未使用のままである。また、上りホームについても橋上駅舎の使用開始と同時に王寺方面に延伸され停車位置が移動したため、天王寺寄り2両分は使用されていない。
従来は上家を支える柱や架線柱が線路に近い所に設置されていたことから安全上のリスクがあったが、橋上化に合わせて新しく天王寺寄りに延伸された上屋を支える柱は線路際から離して設置（王寺寄りの上屋はホーム上に柱が無いタイプ）、架線柱は上下間にある貨物線跡に設置された単柱に移設された。この対策は、JR西日本のリスクアセスメントの具体例にも挙げられている。
橋上駅舎完成に先立ち、2012年（平成24年）7月に渋川踏切改良工事が概ね完成した。安全性向上に向けた具体的な取り組み内容を紹介する安全ポスター Vol.54 の写真は、改良後の当踏切である。また、北側駅前の道路整備によりJR八尾駅北交差点の信号が2014年（平成26年）7月17日午前6時より運用開始された。
さらに、南側駅前広場・アクセス道路等整備は2014年度（平成26年度）末までの工程となっていたが、2015年（平成27年）3月31日午前10時より使用開始された。

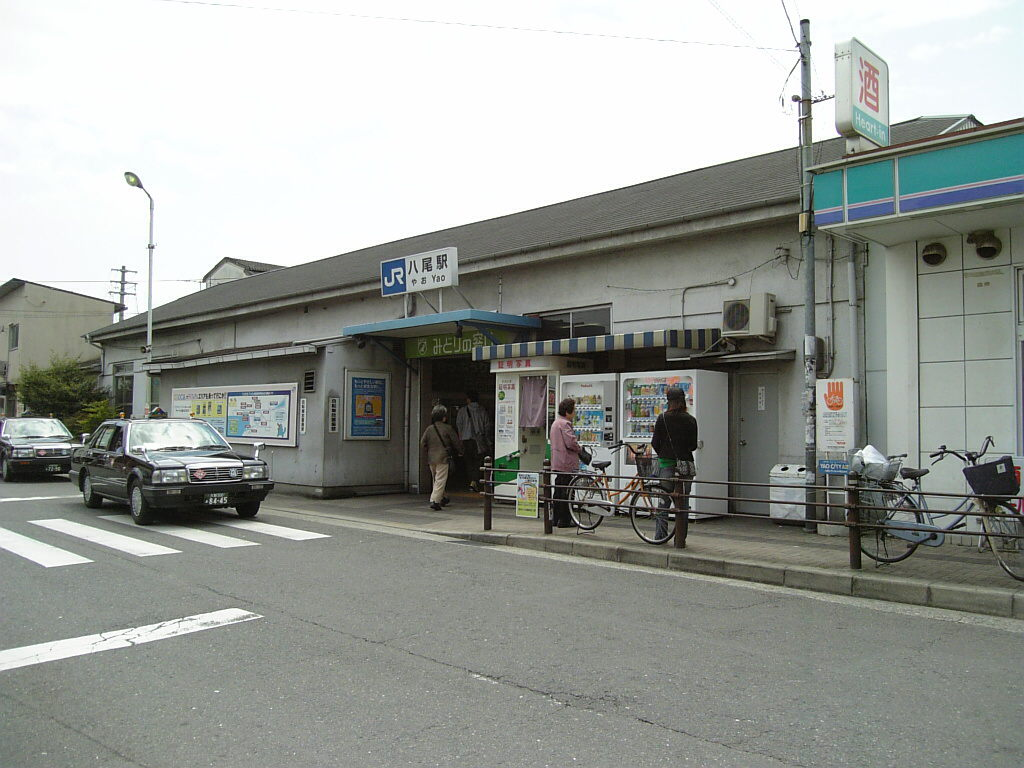
橋上化工事前の駅舎（北口） 右手が旧ハート・イン （2007年5月）
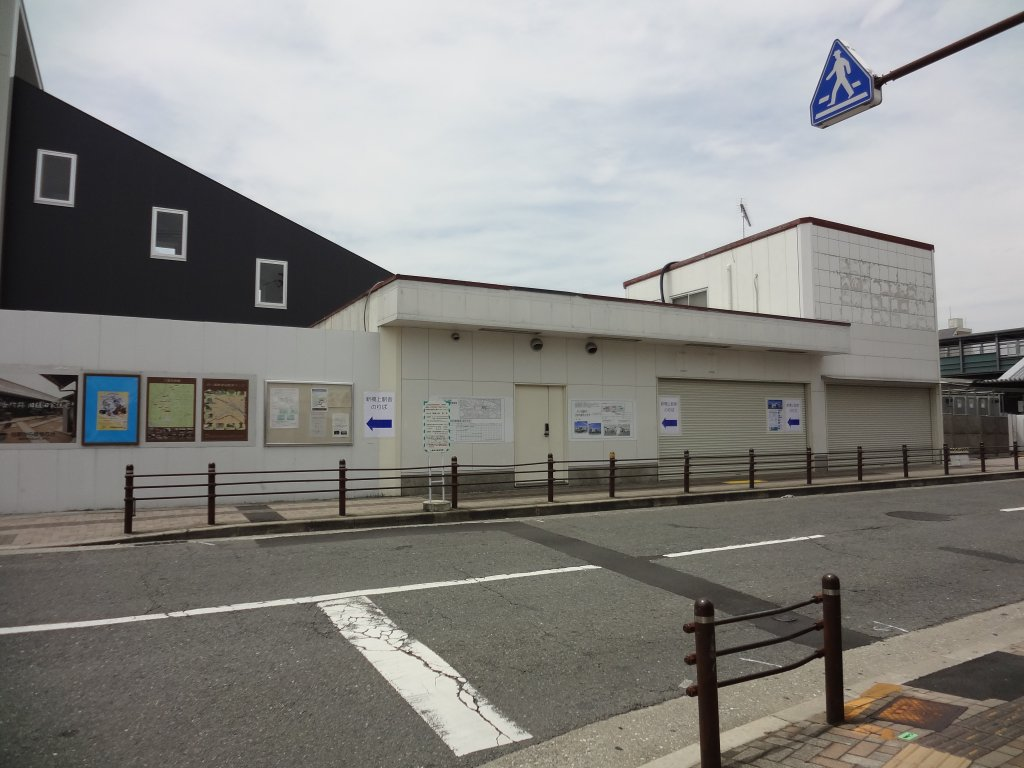
旧ハート・インの建物を使用した仮北駅舎 右奥に仮跨線橋が見える （2013年7月）
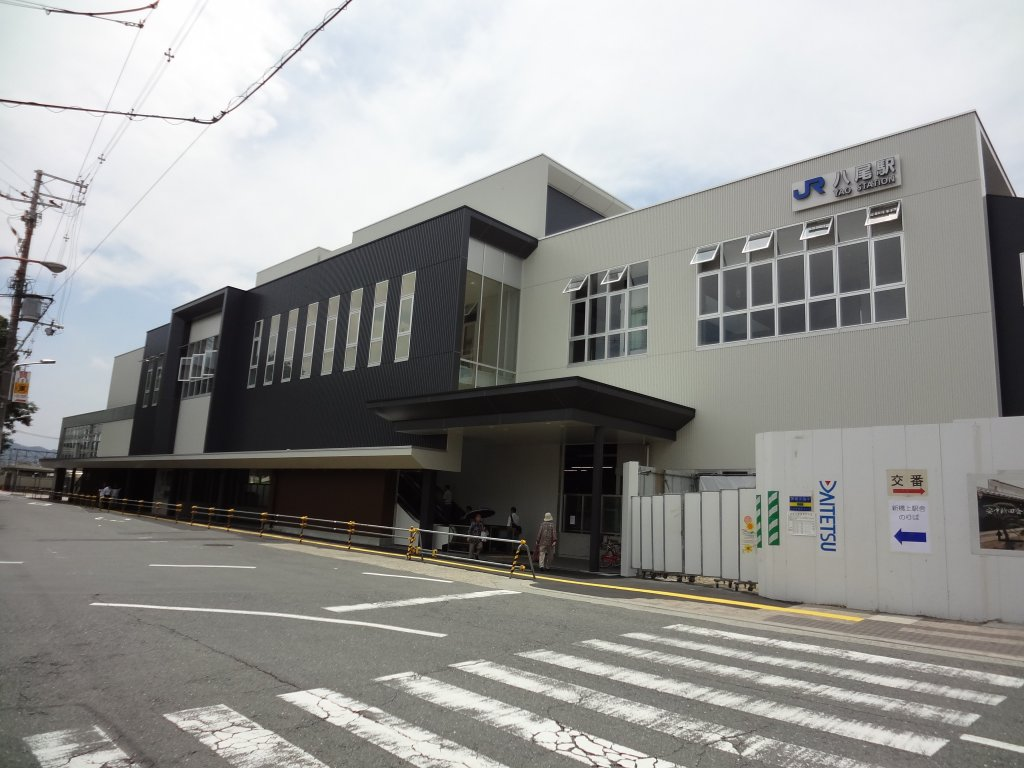
橋上駅舎使用開始当日の八尾駅北口（2013年7月）

### 貨物線
かつては、阪和線杉本町駅への貨物支線（阪和貨物線）が分岐していた（正確には当駅と久宝寺駅の間にあった竜華信号場が分岐点）が、2004年6月末をもって休止されており、2009年3月31日付で廃止された。また、片町線貨物支線（城東貨物線）の書類上の終端駅となっていたが、こちらも2008年3月15日に廃止されおおさか東線へ移行した（終端も久宝寺駅となり、路線名称上当駅は経由しなくなった）。

## 利用状況
2022年（令和4年）度の一日平均乗車人員は11,875人である。
平成中期までは天王寺駅 - 王寺駅の途中駅で最も乗車人員が多かったが、1997年春のダイヤ改正より隣の久宝寺駅が快速停車駅となったことに伴い乗車人員が減少し、2010年度には久宝寺駅の方が乗車人員が多くなった。それでも、関西本線内で他線への乗り換え路線がない途中駅としては最も乗車人員が多い。
各年度の1日の平均乗車人員は以下の通りである。
| 年度               | 1日平均 乗車人員 | 出典          |
| ------------------ | ---------------- | ------------- |
| 1988年（昭和63年） | 14,419           | [ 大阪府 1 ]  |
| 1989年（平成元年） | 14,741           | [ 大阪府 1 ]  |
| 1990年（平成02年） | 14,934           | [ 大阪府 2 ]  |
| 1991年（平成03年） | 15,078           | [ 大阪府 3 ]  |
| 1992年（平成04年） | 15,167           | [ 大阪府 4 ]  |
| 1993年（平成05年） | 15,262           | [ 大阪府 5 ]  |
| 1994年（平成06年） | 15,310           | [ 大阪府 6 ]  |
| 1995年（平成07年） | 15,503           | [ 大阪府 7 ]  |
| 1996年（平成08年） | 15,545           | [ 大阪府 8 ]  |
| 1997年（平成09年） | 14,724           | [ 大阪府 9 ]  |
| 1998年（平成10年） | 14,253           | [ 大阪府 10 ] |
| 1999年（平成11年） | 13,911           | [ 大阪府 11 ] |
| 2000年（平成12年） | 13,685           | [ 大阪府 12 ] |
| 2001年（平成13年） | 13,550           | [ 大阪府 13 ] |
| 2002年（平成14年） | 13,514           | [ 大阪府 14 ] |
| 2003年（平成15年） | 13,551           | [ 大阪府 15 ] |
| 2004年（平成16年） | 13,192           | [ 大阪府 16 ] |
| 2005年（平成17年） | 13,074           | [ 大阪府 17 ] |
| 2006年（平成18年） | 13,264           | [ 大阪府 18 ] |
| 2007年（平成19年） | 13,305           | [ 大阪府 19 ] |
| 2008年（平成20年） | 13,348           | [ 大阪府 20 ] |
| 2009年（平成21年） | 13,159           | [ 大阪府 21 ] |
| 2010年（平成22年） | 13,286           | [ 大阪府 22 ] |
| 2011年（平成23年） | 13,195           | [ 大阪府 23 ] |
| 2012年（平成24年） | 13,058           | [ 大阪府 24 ] |
| 2013年（平成25年） | 13,195           | [ 大阪府 25 ] |
| 2014年（平成26年） | 12,885           | [ 大阪府 26 ] |
| 2015年（平成27年） | 13,051           | [ 大阪府 27 ] |
| 2016年（平成28年） | 13,065           | [ 大阪府 28 ] |
| 2017年（平成29年） | 13,146           | [ 大阪府 29 ] |
| 2018年（平成30年） | 13,174           | [ 大阪府 30 ] |
| 2019年（令和元年） | 13,165           | [ 大阪府 31 ] |
| 2020年（令和02年） | 10,820           | [ 大阪府 32 ] |
| 2021年（令和03年） | 11,040           | [ 大阪府 33 ] |
| 2022年（令和04年） | 11,689           | [ 大阪府 34 ] |
| 2023年（令和05年） | 11,875           | [ 大阪府 35 ] |

## 駅周辺
すぐ南は奈良街道に沿った旧龍華町大字植松の集落であり寺社が多い。さらに南の国道25号沿いに中規模の商業施設やカーディーラーが多く並んでいる。八尾市役所や福祉会館・八尾保健所・八尾郵便局などの公共施設は、約1.6km北東にある近鉄八尾駅との中間にある。
市名を冠する駅であるが、八尾市の中心核は近鉄八尾駅周辺であり、市役所や近鉄の駅に行く場合は路線バスを利用するのがよい。平成23年発行の八尾市都市計画マスタープランでは副次核に位置づけられており、今後は地域の特色を重視した良好な商業地環境の形成を図る方針となっている。
北側
- 長瀬川
- 常行院
- 浄源寺
- 八尾市立安中小学校
- 八尾市立成法中学校
- 大阪府立八尾高等学校
- 八尾警察署
- 日本郵便 八尾駅前郵便局
- 日本郵便 八尾郵便局
- 大阪シティ信用金庫 JR八尾駅前支店

南側
- 渋川神社
- 太川神社
- 大聖勝軍寺（太子堂）
- 法覚寺
- 善良寺
- 称念寺
- 伝往寺
- 八尾市立永畑小学校・永畑幼稚園
- 八尾市立龍華小学校・龍華幼稚園
- 八尾市役所龍華出張所・龍華コミュニティセンター・八尾市立龍華図書館
- グルメシティ 八尾店
- ドン・キホーテ八尾店
- エディオン八尾太子堂店
- コーナン南植松店
- スーパードラッグシグマ植松店

## バス路線
駅北口側の道路上に近鉄バス（八尾営業所）の路線が発着する。停留所名は「JR八尾駅前」。
北行きが駅向かいに、南行きが駅舎側に位置する。
| のりば | 路線名   | 系統・行先                 | 備考     |
| ------ | -------- | -------------------------- | -------- |
| 北行き | 八尾線   | 70・72・73番：近鉄八尾駅前 |          |
| 北行き | 久宝寺線 | 07番：アリオ八尾           | 日中のみ |
| 南行き | 八尾線   | 70番：藤井寺駅             |          |
| 南行き | 久宝寺線 | 07番：JR久宝寺駅           | 日中のみ |

## 隣の駅
西日本旅客鉄道（JR西日本）
 大和路線（関西本線）
- 通勤特急「らくラクやまと」停車駅

■大和路快速・■直通快速・■快速・■区間快速
通過
■普通
志紀駅 (JR-Q26) - 八尾駅 (JR-Q25) - 久宝寺駅 (JR-Q24)

### かつて存在した路線
西日本旅客鉄道（JR西日本）
関西本線貨物支線（阪和貨物線）
八尾駅 - （久宝寺駅） - 杉本町駅
片町線貨物支線（城東貨物線）
放出駅 - （久宝寺駅） - 八尾駅
- 放出駅 - 久宝寺駅間はおおさか東線として実質的に残存。

### 本文中の出典
1. 1 2  『週刊 JR全駅・全車両基地』 16号 奈良駅・新今宮駅・王寺駅ほか70駅、朝日新聞出版〈週刊朝日百科〉、2012年11月25日、22頁。
2. 1 2 3 4 5  石野哲 編『停車場変遷大事典 国鉄・JR編 II』（初版）JTB、1998年10月1日、342-343頁。ISBN 978-4-533-02980-6。
3. ↑  朝日新聞出版分冊百科編集部 編『週刊 歴史でめぐる鉄道全路線 国鉄・JR』8 関西本線・草津線・奈良線・おおさか東線、曽根悟 監修、朝日新聞出版、2009年8月30日、13頁。
4. ↑  「JR年表」『JR気動車客車編成表 '99年版』ジェー・アール・アール、1999年7月1日、185頁。ISBN 4-88283-120-1。
5. ↑  「ICOCA」いよいよデビュー! 〜 平成15年11月1日（土）よりサービス開始いたします 〜（インターネットアーカイブ） - 西日本旅客鉄道プレスリリース 2003年8月30日
6. 1 2  関西線（八尾〜杉本町間）の廃止届出書の提出について - 西日本旅客鉄道プレスリリース 2009年2月2日
7. 1 2  “八尾駅橋上化工事に伴う北駅舎移転のご案内” (PDF).  八尾市. 2012年7月8日閲覧。
8. 1 2  “八尾駅橋上化工事に伴う南駅舎移転および移動通路変更のご案内” (PDF).  八尾市. 2012年7月8日閲覧。
9. 1 2 3  “JR八尾駅自由通路、橋上駅舎の利用開始と見学会の開催について”.  八尾市. 2013年5月17日閲覧。
10. 1 2 3  “大和路線 八尾駅 自由通路および橋上駅舎の完成 および見学会の開催について”.  西日本旅客鉄道. 2013年5月17日閲覧。
11. ↑  “大和路線 八尾駅 橋上駅舎完成記念見学会とイベントの開催について”.  西日本旅客鉄道. 2013年6月17日閲覧。
12. ↑  “JR八尾駅新駅舎に「ハート・イン八尾店」が開業致します。”.  ジェイアール西日本デイリーサービスネット. 2013年7月12日時点のオリジナルよりアーカイブ。2013年7月6日閲覧。
13. 1 2  “JR八尾駅前広場がOPENします☆”.  八尾市. 2015年3月28日閲覧。
14. ↑  “「大和路線・奈良線」の店舗情報”.  ジェイアール西日本デイリーサービスネット. 2015年8月30日閲覧。
15. ↑  “【公式】駅レンタカー（JR西日本レンタカー＆リース株式会社）_駅リンくん”.   JR西日本レンタカー＆リース株式会社. 2024年8月13日閲覧。
16. ↑  2025年3月15日 ダイヤ改正を実施します～大阪・関西万博開催に合わせて列車を増発します～ (PDF)  - 西日本旅客鉄道近畿統括本部（2024年12月13日）
17. 1 2  “八尾駅｜時刻表：JRおでかけネット”. JRおでかけネット.   西日本旅客鉄道. 2022年9月28日閲覧。
18. ↑  “ＪＲ八尾駅周辺整備事業について” (PDF).  八尾市. 2012年5月2日閲覧。[リンク切れ]
19. ↑  “JR八尾駅自由通路・駅舎のデザインと事業の進捗状況” (PDF).  八尾市. 2012年5月2日閲覧。
20. ↑  “ＪＲ八尾駅自由通路、橋上駅舎の利用開始は7月6日”.  田中誠太. 2013年5月6日閲覧。
21. ↑  “JR八尾駅周辺整備事業の安全対策について”.  八尾市. 2013年11月16日閲覧。
22. ↑  “リスクアセスメントに基づく安全マネジメントの確立 - ホームの有効面積拡張による、お客様と列車の接触防止策”.  西日本旅客鉄道. 2013年11月16日閲覧。
23. ↑  “渋川踏切が拡幅されました！”.  八尾市. 2012年7月8日閲覧。
24. ↑  安全ポスター Vol.54 さらに安全な踏切へ - 西日本旅客鉄道 (PDF)
25. ↑  “JR八尾駅北側交差点について”.  八尾市. 2014年7月30日閲覧。
26. ↑  “JR八尾駅周辺整備事業の概要” (PDF).  八尾市. 2013年3月18日閲覧。[リンク切れ]

### 利用状況の出典
1. ↑  大阪府統計年鑑 - 大阪府
2. ↑  八尾市統計書 - 八尾市

#### 大阪府統計年鑑
1. 1 2  大阪府統計年鑑（平成2年） (PDF)
2. ↑  大阪府統計年鑑（平成3年） (PDF)
3. ↑  大阪府統計年鑑（平成4年） (PDF)
4. ↑  大阪府統計年鑑（平成5年） (PDF)
5. ↑  大阪府統計年鑑（平成6年） (PDF)
6. ↑  大阪府統計年鑑（平成7年） (PDF)
7. ↑  大阪府統計年鑑（平成8年） (PDF)
8. ↑  大阪府統計年鑑（平成9年） (PDF)
9. ↑  大阪府統計年鑑（平成10年） (PDF)
10. ↑  大阪府統計年鑑（平成11年） (PDF)
11. ↑  大阪府統計年鑑（平成12年） (PDF)
12. ↑  大阪府統計年鑑（平成13年） (PDF)
13. ↑  大阪府統計年鑑（平成14年） (PDF)
14. ↑  大阪府統計年鑑（平成15年） (PDF)
15. ↑  大阪府統計年鑑（平成16年） (PDF)
16. ↑  大阪府統計年鑑（平成17年） (PDF)
17. ↑  大阪府統計年鑑（平成18年） (PDF)
18. ↑  大阪府統計年鑑（平成19年） (PDF)
19. ↑  大阪府統計年鑑（平成20年） (PDF)
20. ↑  大阪府統計年鑑（平成21年） (PDF)
21. ↑  大阪府統計年鑑（平成22年） (PDF)
22. ↑  大阪府統計年鑑（平成23年） (PDF)
23. ↑  大阪府統計年鑑（平成24年） (PDF)
24. ↑  大阪府統計年鑑（平成25年） (PDF)
25. ↑  大阪府統計年鑑（平成26年） (PDF)
26. ↑  大阪府統計年鑑（平成27年） (PDF)
27. ↑  大阪府統計年鑑（平成28年） (PDF)
28. ↑  大阪府統計年鑑（平成29年） (PDF)
29. ↑  大阪府統計年鑑（平成30年） (PDF)
30. ↑  大阪府統計年鑑（令和元年） (PDF)
31. ↑  大阪府統計年鑑（令和2年） (PDF)
32. ↑  大阪府統計年鑑（令和3年） (PDF)
33. ↑  大阪府統計年鑑（令和4年） (PDF)
34. ↑  大阪府統計年鑑（令和5年） (PDF)
35. ↑  大阪府統計年鑑（令和6年） (PDF)